# 多伊斯维齐尼乌斯
多伊斯维齐尼乌斯是巴西巴拉那州的一个市镇。总面积418.32平方公里，总人口33955人，人口密度81.2人/平方公里。